# Etilefrine
Etilefrine is een geneesmiddel voor de behandeling van chronische hypotensie (te lage bloeddruk). Het is, als hydrochloride, het werkzame bestanddeel van Effortil. Dit is verkrijgbaar in de vorm van tabletten of druppels voor oraal gebruik.
Etilefrine is een sympathicomimeticum. Het stimuleert de adrenerge α- en β-receptoren, wat een positief inotroop effect heeft op de hartspier en de systolische bloeddruk verhoogt.
Etilefrine is een amine met een asymmetrisch koolstofatoom. Het wordt gebruikt als 50/50-mengsel (racemaat) van de twee enantiomeren. Het is structureel sterk verwant aan fenylefrine.

## Bijwerkingen
Tot de mogelijke bijwerkingen behoren: hypertensie; hartkloppingen; hartritmestoornissen; angina pectoris-achtige klachten; hoofdpijn; onrust; zweten; slapeloosheid.

## Doping
Etilefrine staat op de lijst van verboden middelen van het WADA omdat het een stimulerend middel is. De tennisser Mariano Puerta kreeg in 2005 een dopingschorsing omwille van dit middel.